# Dondolo (opera teatrale)
Dondolo (in lingua inglese Rockaby) è un dramma breve in un atto unico scritto nel 1980 dal drammaturgo irlandese Samuel Beckett e stampato per la prima volta nel 1981.
Come negli ultimi lavori beckettiani la forza evocativa scaturisce dall'inazione, sottolineata dal movimento meccanico della vecchia sul dondolo determinato meccanicamente e non da lei, in un continuo ripetersi di frasi che sottolineano l'incessante fluire del tempo e delle cose.
Ad accentuare la situazione di straniamento contribuisce la pronuncia delle parole del dramma, recitate dalla voce registrata della donna, mentre quest'ultima si limita a dire, ad intervalli, la parola "Ancora", determinando la continuazione del monologo della voce e l'oscillazione del dondolo sul quale è seduta.
Con questo testo, soprattutto a seguito della regia di Peter Brook e Marie-Hélène Estienne con l'interpretazione di Kathryn Hunter, si rivela l'umorismo di Beckett, in un territorio desolato che sembra la vita, ma impone il gioco dell'arte del teatro. Tutto ciò che a una prima lettura sembra desolazione, morte e straniamento, in realtà nell'azione scenica si rivela un delicatissimo movimento di variazioni e umori, di situazioni psicologiche differenti, di significati alti e di buffi sketch quotidiani.
Rockaby è un "dondolo", un'apparente ripetizione e oscillazione di punti di vista, di umori, di "energie", nonché, come sempre in Beckett, l'occasione di mostrare al pubblico quanto c'è di possibile per l'uomo nel tempo e nello spazio angusto della vita, quanto c'è di luminoso e divertente nella variazione e nella ripetizione dei medesimi atti e delle parole. Un assurdo vivo e perfettamente credibile, un meccanismo che gioca a lato della macchinetta inesorabile della ragione privata davanti alle figurazioni e alle immagini della vita, ai materialismi e ai conformismi; un atto contro la meccanicità dell'esistenza. L'occasione per l'attrice di praticare un esercizio raffinato e complesso, fatto della capacità di variare e trovare nuove risorse. Un'arte che supera le angosce o che, in ogni caso, sa giocare con esse con autoironia e profonda commozione.

## Edizioni
- Samuel Beckett, Rockaby, in Rockaby and Other Short Pieces, Grove Press, New York 1981
- Samuel Beckett, Berceuse, in Catastrophe et autres dramaticules, Éditions de Minuit, Paris 1982
- Samuel Beckett, Dondolo, trad. di Carlo Fruttero e Franco Lucentini, in Tre pezzi d'occasione, Einaudi, Torino 1982, pp. 23–47; poi in Teatro completo, Einaudi-Gallimard, Torino 1994, pp. 489–99
- Samuel Beckett, Dondola, trad. di Gabriele Frasca, in Le poesie, Einaudi Torino 1999, pp. 217–37